# Allt om Eva
Allt om Eva (engelska: All About Eve) är en amerikansk dramafilm från 1950, med manus och regi av Joseph L. Mankiewicz. Manuset är baserat på den niosidiga novellen The Wisdom of Eve av Mary Orr, som publicerades i tidskriften Cosmopolitan i maj 1946. Novellens berättelse är löst baserad på historien om en sekreterare till skådespelaren Elisabeth Bergner. I huvudrollerna ses Bette Davis och Anne Baxter. I filmen gör Marilyn Monroe en av sina tidigaste betydelsefulla roller.

## Handling
Margo Channing (Bette Davis) är en högt aktad åldrande Broadwayskådespelare. Eve Harrington (Anne Baxter) är ett ungt fan som tar sig in i Channings liv och hotar hennes karriär och privata förhållanden.

## Om filmen
Allt om Eva har visats i SVT, bland annat 1984, i november 2023 och i februari 2025.

## Rollista
| Bette Davis    | – Margo Channing |
| Anne Baxter    | – Eve Harrington |
| George Sanders | – Addison DeWitt |
| Celeste Holm   | – Karen Richards |
| Gary Merrill   | – Bill Sampson   |
| Hugh Marlowe   | – Lloyd Richards |
| Thelma Ritter  | – Birdie         |
| Gregory Ratoff | – Max Fabian     |
| Marilyn Monroe | – Miss Casswell  |
| Barbara Bates  | – Phoebe         |

## Priser och utmärkelser
Filmen nominerades till 14 Oscars och vann sex, däribland kategorin bästa film.

## Bilder

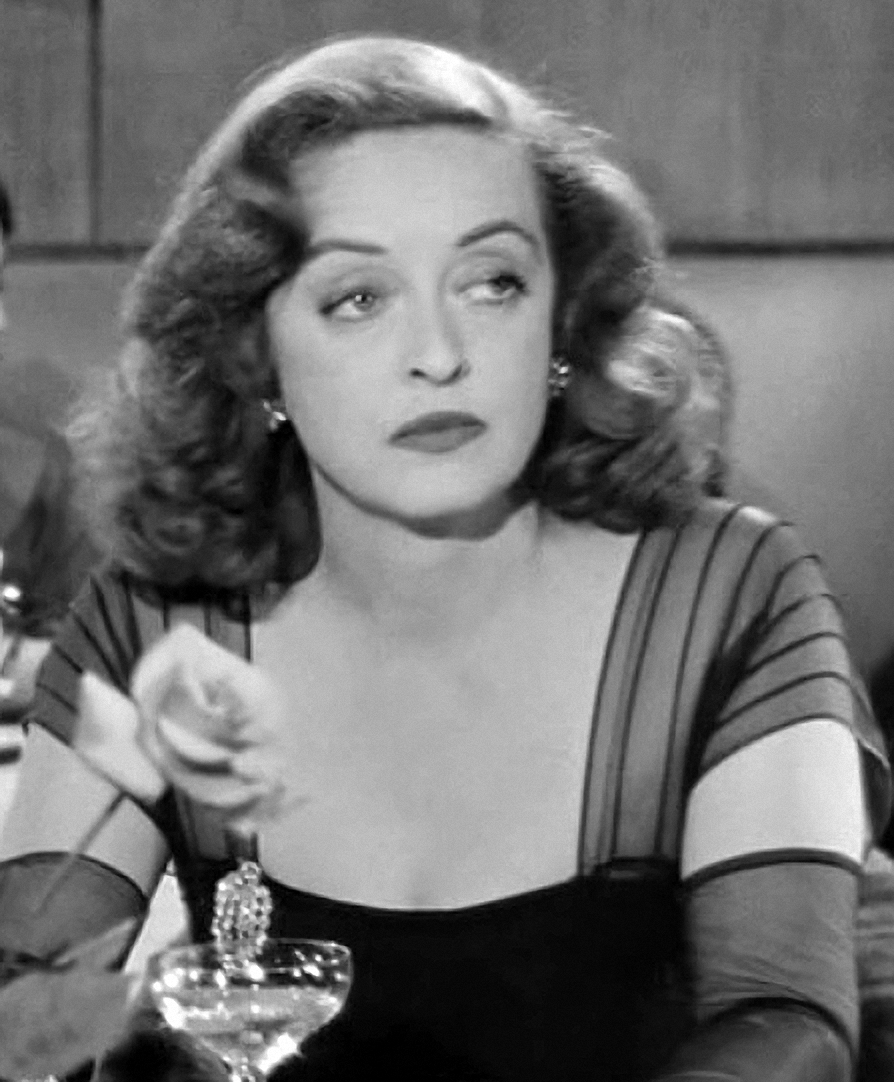
Bette Davis i rollen som Margo Channing.
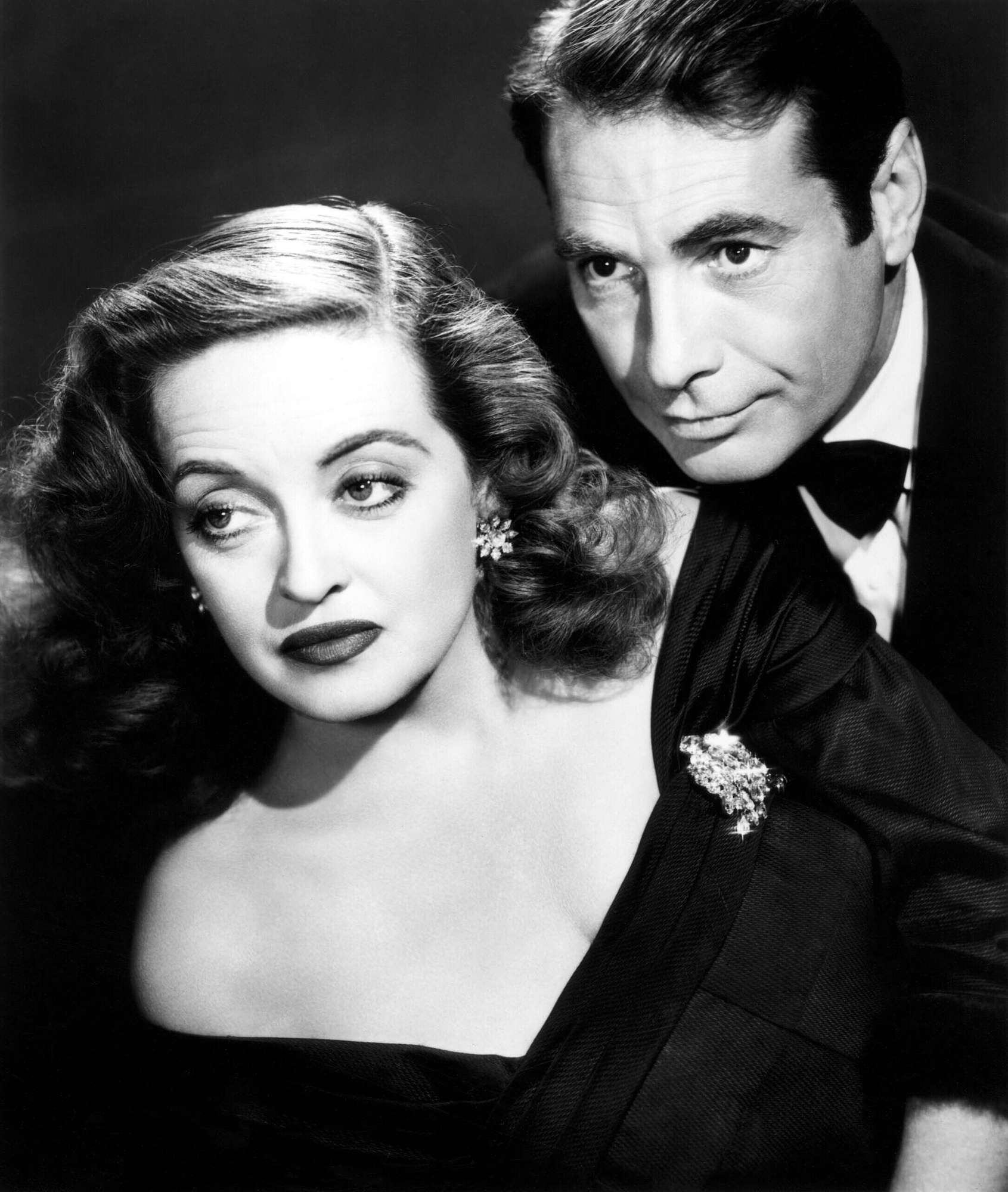
Bette Davis och Gary Merrill.